# The Tides of Fate
The Tides of Fate è un film muto del 1917 diretto da Marshall Farnum. Fu l'ultima pellicola - uscita postuma - di Farnum che morì nel febbraio 1917.

## Produzione
Il film fu prodotto dalla Equitable Motion Pictures Corporation e venne girato a Cuba con il titolo di lavorazione Creeping Tides.

## Distribuzione
Distribuito dalla World Film, il film - presentato da William A. Brady - uscì nelle sale cinematografiche degli Stati Uniti il 3 settembre 1917.